# 床波駅
床波駅（とこなみえき）は、山口県宇部市床波二丁目にある、西日本旅客鉄道（JR西日本）宇部線の駅である。

## 歴史
- 1923年（大正12年）8月1日：宇部鉄道が宇部新川駅から延伸した際の終着駅として開業[2][3]。
- 1924年（大正13年）8月17日：宇部鉄道が床波駅から本阿知須駅（現・阿知須駅）まで延伸、途中駅となる[2]。
- 1928年（昭和3年）9月4日：構内で列車が正面衝突する事故が発生。負傷者9名[4]。
- 1943年（昭和18年）5月1日：宇部鉄道国有化[2][3]。国有鉄道宇部東線の駅となる[2]。
- 1948年（昭和23年）2月1日：宇部東線が宇部線に改称され、宇部駅もその所属となる[2]。
- 1962年（昭和37年）9月1日：貨物取扱廃止[3]。
- 1985年（昭和60年）3月14日：荷物扱い廃止[3]。
- 1987年（昭和62年）4月1日：国鉄分割民営化により西日本旅客鉄道が継承[2][3]。
- 2002年（平成14年）4月1日：宇部市シルバー人材センターが平日限定で駅員を派遣する簡易委託駅となる[5]。
- 2006年（平成18年）3月20日：住居表示の実施に伴い、所在地表示が現行のものになる[6]。
- 2012年（平成24年）9月：無人化[1]。

## 駅構造
相対式ホーム2面2線の交換設備を有する地上駅。前後の分岐は片開き式であるが、場内・出発信号機が一方向のみの対応のため、一線スルーではない。駅舎は下りホーム側にあり、上りホームへは跨線橋で連絡している。
無人駅で、自動券売機が設置されている。

### のりば
| ホーム | 路線    | 方向 | 行先                     |
| ------ | ------- | ---- | ------------------------ |
| 駅舎側 | ■宇部線 | 下り | 宇部新川・居能・宇部方面 |
| 反対側 | ■宇部線 | 上り | 新山口行き               |

※案内上ののりば番号は設定されていない。

## 利用状況
1日の平均乗車人員は以下の通りである。
| 乗車人員推移 | 乗車人員推移 |
| 年度         | 1日平均人数  |
| ------------ | ------------ |
| 1999         | 645          |
| 2000         | 585          |
| 2001         | 558          |
| 2002         | 466          |
| 2003         | 427          |
| 2004         | 393          |
| 2005         | 368          |
| 2006         | 359          |
| 2007         | 359          |
| 2008         | 346          |
| 2009         | 308          |
| 2010         | 317          |
| 2011         | 321          |
| 2012         | 309          |
| 2013         | 317          |
| 2014         | 292          |
| 2015         | 313          |
| 2016         | 344          |
| 2017         | 358          |
| 2018         | 381          |
| 2019         | 359          |
| 2020         | 300          |
| 2021         | 265          |
| 2022         | 260          |

## 駅周辺
駅周辺の床波地区を中心に宇部市東部地域最大の市街地が広がり、市の東部地区における中心地となっている。また、駅前には古くからの住宅地・商店街が広がっており、海岸に床波漁港が展開する。
| 商業施設 - マルショク床波店 金融機関 - 山口銀行床波支店 - 西中国信用金庫床波支店 - 西京銀行西岐波支店 郵便局 - 床波郵便局 - 萩原簡易郵便局 - 宇部市立西岐波小学校 | 主な企業 - 松月堂製パン本社 教育機関 - 宇部市立西岐波中学校 その他 - 宇部新都市（あすとぴあ） - 白土海水浴場 - 床波漁港 - 床波公園 |

## 隣の駅
西日本旅客鉄道（JR西日本）
■宇部線
丸尾駅 - 床波駅 - 常盤駅